# کانال کیتینگ
کانال کیتینگ (به انگلیسی: Keating Channel) آبراهی به طول ۱۰۰۰ متر (۳۳۰۰ فوت) در تورنتو، کانادا است که در انتاریو واقع شده‌است.